# 적정개발
적정개발(適正開發)은 생태계에 해를 주지 않으면서 경제적인 발전을 하는 것을 가리키는 단어이다.